# Capitania-geral da Guatemala
A Capitania-geral da Guatemala também chamada Reino da Guatemala, foi um território do Império Espanhol entre 1542 e 1821. O reino teve seu processo de independência intimamente ligado ao mexicano. Provavelmente sua independência um ano antes em relação ao Vice-Reino da Nova Espanha, a Guatemala se juntou ao México livre, para separar-se dele um ano depois, em 1823, formando as Províncias Unidas da América Central. Posteriormente, a intensa disputa entre liberais e conservadores também conduziu à fragmentação político-territorial, o que originou os seguintes países: Honduras, Nicarágua, Costa Rica e Guatemala.

## Ligações externa
- Mapa das províncias da Nicarágua e Costa Rica a partir de 1764